# 2366 Aaryn
2366 Aaryn este un asteroid din centura principală, descoperit pe 10 ianuarie 1981 de Norman Thomas.